# Pinus strobiformis
Pinus strobiformis är en tallväxtart som beskrevs av Georg George Engelmann. Pinus strobiformis ingår i släktet tallar, och familjen tallväxter. IUCN kategoriserar arten globalt som livskraftig. Inga underarter finns listade i Catalogue of Life.